# Sauvegarde

Salvaguardia-Schild der Kaiserlichen Reichspost um 1770

Die Sauvegarde (französisch für Schutzwache, auch italienisch Salvaguardia) hieß bis Anfang des 20. Jahrhunderts eine Schutzwache, die ein Truppenführer in Feindesland einzelnen Personen, Häusern, Korporationen und sonstigen Anstalten bewilligte, um sie vor Plünderung und Misshandlung von Seiten seiner Soldaten zu sichern. Die Sauvegarde wurde als unverletzlich angesehen, ein Vergehen gegen sie wurde mit verschärfter Strafe geahndet. Angehörige einer Sauvegarde durften nicht zu Kriegsgefangenen gemacht werden.
„Sauvegarde“ war auch die Bezeichnung der zu diesem Zweck schriftlich erlassenen Schutzzusage, ähnlich einem Schutzbrief.
Durch die Bestimmungen der Haager Landkriegsordnung wurden Sauvegarden überflüssig.
Eine Salvaguardia, die in Kriegszeiten besonders die Postämter der Kaiserlichen Reichspost vor feindlichen Überfällen schützen sollte, wurde häufig auch auf Befehl des Kaisers ausgestellt.
Im Dreißigjährigen Krieg wurde der Ausdruck salva guardia auch für Passierscheine, welche Kaufleute durch die Frontlinien geleiten sollten, verwendet.